# The Bitter Truth
The Bitter Truth (укр. Гірка правда) — п'ятий студійний альбом американського рок-гурту Evanescence. Він вийшов 26 березня 2021 року на лейблі BMG Rights Management, а продюсером виступив Нік Раскулінець.

## Передумови та запис
Вокалістка Емі Лі почала розповідати про новий студійний альбом  команди ще у липні 2018 року. 
У інтерв'ю радіостанції WRIF Лі підтвердила, що гурт планує працювати над новим альбомом після закінчення свого туру на підтримку їх четвертого повноформатного альбому «Synthesis».
В інтерв'ю Sirius XM за лаштунками фестивалю «Epicenter» на Рокінгемській трасі, у травні 2019 року Емі Лі знову підтвердила, що робота над новим альбомом триває.
Blabbermouth.net повідомили, що Емі Лі сподівалася, що альбом буде готовий до релізу у 2020 році.
«Ми просто зберемося і подивимося, що станеться цього місяця і почнемо робити це регулярніше, поки не відчуємо як ми готові це зробити».
Потім Емі Лі надала оновлену інформацію по альбому в листопаді 2019 року, беручи участь у Reddit AmA. 

Відповідаючи на питання, що стосується нової музики групи, Лі прокоментувала, що вона «абсолютно живе в ній» і «щодня слухає [нову] нашу музику».
«Я не можу дочекатися, коли ви це почуєте. Це похмуро та важко. Моментами це також дивно та розсіяний. Потроху всього. Безумовно, тут присутні деякі нотки „The Open Door“, але вони не однакові».
У січні 2020 року стало відомо, що продюсером виступить Нік Раскулінець, з яким команда працювала раніше, у 2011 році над їх альбомом «Evanescence». 
Спочатку вони планували залучити до продюсування альбому декількох продюсерів, але їх плани змінила пандемія коронавірусної хвороби. Саме після початку цієї події Раскулінець став єдиним продюсером альбому. У серпні, ті учасники гурту, хто живе у США, повернулися до студії, щоб закінчити запис (попередньо вони здали тести на коронавірус), а їх гітаристці Джен Маджурі довелося працювати дистанційно. Станом на 9 вересня 2020 року, альбом був готовий «на 70 %». Офіційно запис був завершений у листопаді.
Сам альбом було анонсовано у квітні 2020 року та його реліз планувався у кінці року. Однак пандемія затримала завершення альбому і врешті-решт його до вихід запланували на березень 2021 року.
Емі Лі розповіла про основну тему альбому:
«Багато що з цього альбому стосується правди, правди нашого світу, мого життя та серця. Якими б не були витрати на зсередини. Тоді ми можемо почати говорити про те, щоб вибратися. Тоді ми можемо почати говорити про те, щоб дістатися до кращого місця. Ви не можете оцінити красу життя, ви не можете повністю пережити всі хороші моменти в житті, якщо ви також не повністю переживаєте складні, важкі, болючі моменти».

## Реліз та просування
Вперше про «The Bitter Truth» було оголошено під час виходу її першого та головного синглу «Wasted on You» 24 квітня 2020 року. Другий сингл «The Game is Over» побачив світ 1 липня. Після цього команда випустила ще два сингли: «Use My Voice» 14 серпня та «Yeah Right» (як промо-сингл) 4 грудня. У першій композиції на вокал були запрошені вокалісти таких гуртів, як Veridia, Within Temptation, The Pretty Reckless та Halestorm. Пізніше був оголошений список композицій альбому та дата виходу — 26 березня 2021 року. Четвертий сингл «Better Without You» вийшов 5 березня 2021 року.
Команда почала просувати свій альбом заздалегідь та виконала перший сингл «Wasted on You» на виступі на Jimmy Kimmel Live! шоу 19 лютого 2021 року. Гурт планує здійснити гастролі Європою в березні та квітні 2022 року в рамках спільного хедлайнерського туру разом з Within Temptation.

## Критика
Після виходу альбому альбом отримав загалом позитивні відгуки від музичних критиків. На Metacritic альбом має середній бал 78 на основі 8 рецензій, що вказує на «загалом сприятливі відгуки».
AllMusic дав альбому позитивну рецензію, сказавши: «The Bitter Truth веде слухачів у подорож як знайомим, так і свіжим звучанням, відновлюючи важкі, але при цьому мелодійні ознаки того, що зробили Fallen одним з найуспішніших альбомів 2000-х років і штовхаючи Evanescence у майбутнє з витонченою зрілістю та життєвою перспективою».
Consequence of Sound оцінив альбом як «A-» і сказав: "Альбом нагадує давніший матеріал групи, але також він цілком свіжий. Емі Лі сказала Heavy Consequence про те, що час і перспектива їх кар'єри додала «вогню і пристрасної енергії в „The Bitter Truth“, і це почуття чітко простежується в альбомі».
Kerrang! дав альбому 4 із 5 та заявив: "Дивно, але відчуття цього всього — це суміш речей, більшість з них позитивні. Тут є катарсис і темрява, але вони мають найперспективніший різновид, деколи оздоблені чимось, що наближене до багатообіцяючої радості. У той час, коли звичний емоційний стиль Evanescence міг легко говорити про почуття ізоляції, страху, розгубленості, безнадії, втрати та крихкості, The Bitter Truth налаштовується на цю частоту та перериває її. Це не альбом, який бреше і говорить вам все добре, але який нагадує, що навіть у найтемніші часи життя буде покращуватися.
Metal Hammer дав альбому позитивну рецензію і заявив: «Можливо, вони змусили почекати його (альбом), але The Bitter Truth забезпечує все, що хотіли б і очікували шанувальники Evanescence від альбому, з який команда повертається у світ музики: альбом, який викликає емоції, зворушливий і просто перевершений, сміливим і в той же час звичний».

## Список композицій
| #                          | Назва                 | Тривалість |
| -------------------------- | --------------------- | ---------- |
| 1.                         | «Artifact/The Turn»   | 2:26       |
| 2.                         | «Broken Pieces Shine» | 3:50       |
| 3.                         | «The Game is Over»    | 4:22       |
| 4.                         | «Yeah Right»          | 3:29       |
| 5.                         | «Feeding the Dark»    | 4:14       |
| 6.                         | «Wasted on You»       | 4:24       |
| 7.                         | «Better Without You»  | 4:05       |
| 8.                         | «Use My Voice»        | 4:01       |
| 9.                         | «Take Cover»          | 3:14       |
| 10.                        | «Far from Heaven»     | 4:57       |
| 11.                        | «Part of Me»          | 3:59       |
| 12.                        | «Blind Belief»        | 4:13       |
| Загальна тривалість: 47:19 |                       |            |

| Цільове ексклюзивне та японське видання - бонусні треки | Цільове ексклюзивне та японське видання - бонусні треки       | Цільове ексклюзивне та японське видання - бонусні треки |
| #                                                       | Назва                                                         | Тривалість                                              |
| ------------------------------------------------------- | ------------------------------------------------------------- | ------------------------------------------------------- |
| 13.                                                     | «Cruel Summer» (кавер-версія пісні Bananarama; наживо з дому) | 3:23                                                    |
| 14.                                                     | «The Chain» (кавер-версія пісні Fleetwood Mac; з Gears 5)     | 4:12                                                    |
| Загальна тривалість: 54:55                              |                                                               |                                                         |

| Японський подарунковий бонусний DVD | Японський подарунковий бонусний DVD | Японський подарунковий бонусний DVD |
| #                                   | Назва                               | Тривалість                          |
| ----------------------------------- | ----------------------------------- | ----------------------------------- |
| 1.                                  | «The Making of The Bitter Truth»    | 13:13                               |
| 2.                                  | «The Making of Use My Voice»        | 2:45                                |
| Загальна тривалість: 15:58          |                                     |                                     |

| Обмежений бокс-сет, диск 2, Live Studio Session | Обмежений бокс-сет, диск 2, Live Studio Session                  | Обмежений бокс-сет, диск 2, Live Studio Session |
| #                                               | Назва                                                            | Тривалість                                      |
| ----------------------------------------------- | ---------------------------------------------------------------- | ----------------------------------------------- |
| 1.                                              | «Wasted on You» (Live studio session)                            | 4:24                                            |
| 2.                                              | «The Game is Over» (Live studio session)                         | 4:23                                            |
| 3.                                              | «The Only One» (Live studio session)                             | 4:32                                            |
| 4.                                              | «Sick» (Live studio session)                                     | 3:30                                            |
| 5.                                              | «Going Under» (Live studio session)                              | 3:39                                            |
| 6.                                              | «Use My Voice» (Live studio session)                             | 4:01                                            |
| 7.                                              | «Bring Me to Life» (Live studio session)                         | 3:30                                            |
| 8.                                              | «Lost in Paradise» (Live studio session)                         | 5:05                                            |
| 9.                                              | «Glory Box» (кавер-версія пісні Portishead; Live studio session) | 3:56                                            |
| 10.                                             | «Across the Universe» (Кавер-версія пісні The Beatles)           | 3:42                                            |
| Загальна тривалість: 40:42                      |                                                                  |                                                 |

## Музичні відео
На композиції з альбому було відзнято 5 музичних відео, а саме:
| Музичне відео                                                      | Рік  |
| ------------------------------------------------------------------ | ---- |
| «The Chain [Архівовано 11 червня 2021 у Wayback Machine.]»         | 2020 |
| «Wasted on You [Архівовано 29 червня 2020 у Wayback Machine.]»     | 2020 |
| «The Game is Over [Архівовано 4 липня 2020 у Wayback Machine.]»    | 2020 |
| «Use My Voice [Архівовано 29 серпня 2020 у Wayback Machine.]»      | 2020 |
| «Better Without You [Архівовано 19 липня 2021 у Wayback Machine.]» | 2021 |

## Учасники запису
Інформація про учасників запису запозичена з сайту AllMusic.
- Емі Лі — вокал, клавішні
- Трой Мак-Логорн — гітара
- Джен Маджура — гітара, беквокал
- Тім Мак-Корд — бас-гітара
- Вілл Гант — ударні

### Запрошені музиканти
- Діна Якуб — беквокал (трек 8)
- Ліззі Гейл — беквокал (трек 8)
- Керрі Лі — беквокал (трек 8)
- Лорі Лі — беквокал (трек 8)
- Шарон ден Адель — беквокал (трек 8)
- Ліндсі Стерлінг — беквокал (трек 8)
- Тейлор Момсен — беквокал (трек 8)
- Емі Мак-Логорн — беквокал (трек 8)